# Вергановський Володимир Йосипович
Володи́мир Йо́сипович Вергановський (нар. 7 березня 1876, Верхня Лукавиця — 26 листопада 1946, Австрія) — український правознавець, доктор юридичних наук і професор з 1940, дійсний член НТШ у Львові з 1914.

## Життєпис
Народився 7 березня 1876 року у с. Верхня Лукавиця на Стрийщині у родині священника. Після закінчення народної школи в Болехові, навчався в гімназії Стрия, згодом Золочева, яку закінчив 1894 році.
Студіював право у Львівськім університеті й, склавши державні іспити в 1898 р., розпочав судову практику в Золочеві, а в 1900 р. осягнув докторат і склав суддійський іспит, після чого рік працював у суді в Підволочиську, а потім у Львові. 1904—1906 роки проводив на спеціальних студіях у Берліні й Відні, а повернувшись до Львова, далі працював у суді й приготовляв габілітаційну працю «Про побічну інтервенцію», а в 1908 р. був іменований приватним доцентом при катедрі цивільної процедури в університеті у Львові. Виклади провадив українською мовою. Будучи покликаним на катедру цивільного процесу в університеті в Софії, не зважився покинути Львів й залишився працювати в суді, чекаючи на професуру. Продовжив правничу наукову працю, у результаті якої вийшли його нові твори — «Зміна позову», «Процесові новелі» і інші. Деякі з них опублікував у «Часописі Правничій» та «Часописі Правничій і Економічній», що виходили стараннями НТШ у Львові.
У 1914 р. став дійсним членом НТШ. Після Першої світової війни не прийняв пропозиції викладати у Львівському університеті, до якого не приймали ще тоді українських студентів, а також не склав присяги на вірність Польщі до вирішення справи приналежності Галичини Радою Амбасадорів. Щойно після цього рішення почав знову працювати в суді. У 1919—1925 роках був професором і в перших трьох роках деканом правничого факультету Українського Таємного Університету у Львові. 1929 р.був номінований окружним, а згодом апеляційним суддею у Львові і виконував ці чинності до війни 1939 р. У 1938 р. був номінований суддею Найвищого Адміністраційного Суду у Варшаві, але відмовився від цієї посади, щоб не покидати Львова. У 1939 р.був іменований продеканом юридичного факультету в університеті імені Івана Франка у Львові, а після здобуття Львова німцями, став далі працювати в Апеляційному суді. 1944 р. виїздить на Захід.
Помер 26 листопада 1946 р. у Верхній Австрії. Був головою Правничої комісії НТШ й редактором її органу «Часописі Правничої і Економічної». Залишив сина й п'ять доньок, якими опікувався сам після смерті дружини Євгенії Рожанковської на початку 1935 р..